# Alphacedratvirus
 (août 2025).
Sous-famille
Genre
Espèces de rang inférieur
- Alphacedratvirus aljazairmassiliense
- Alphacedratvirus brasiliense
- Alphacedratvirus francolausannense
- Alphacedratvirus rossiense

Alphacedratvirus (ex Cedratvirus) est un genre de virus géant de la famille des Pithoviridae, sous-famille des Orthocedratvirinae.
Les membres du genre Alphacedratvirus possèdent des virions ovoïdes et se distinguent des membres du groupe frère des Alphapithovirirus par leur enveloppe à deux couches.
Le premier représentant connu de ce genre, Cedratvirus A11 (espèce Alphacedratvirus aljazairmassiliense), a été décrit en 2016 par Andreani et al. lors de la coculture d'amibes de l'espèce Acanthamoeba castellanii avec divers échantillons environnementaux d'Algérie,.

## Description

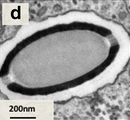
Image MET d'un virion d'un membre du genre Cedratvirus, isolé de la station d'épuration du Minas Gerais, au Brésil. Un pore (ostiole) est clairement visible à chaque extrémité.

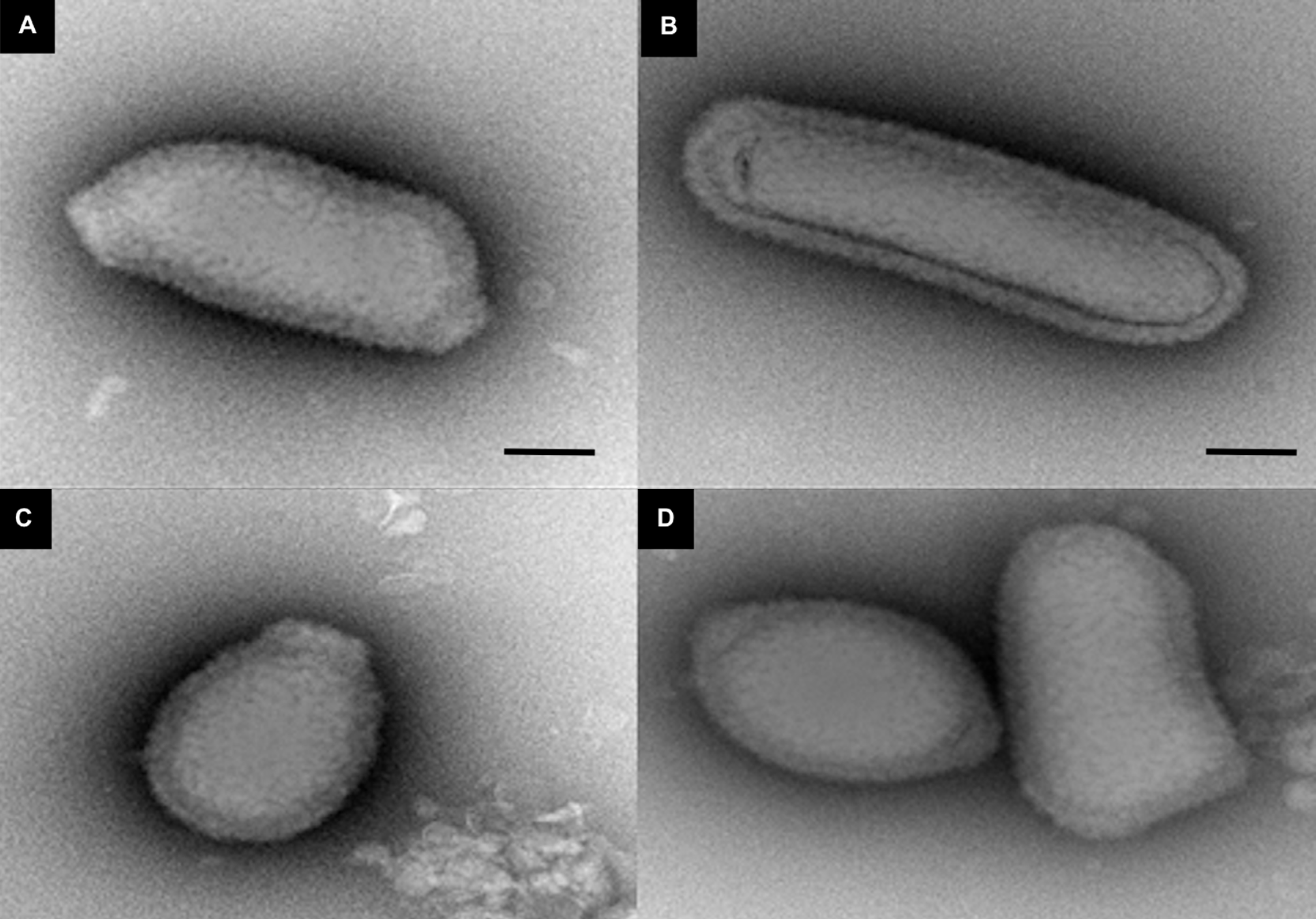
Virions de Cedratvirus N38 en négatif. L'échelle en (a) et (b) est de 200 nm.

Les virions (particules virales) du genre Alphacedratvirus atteignent une longueur de 1 à 1,2 µm et un diamètre allant jusqu'à 0,5 µm. De forme ovoïde, ils sont similaires à ceux d'Alphapithovirus sibericum ; ils possèdent une enveloppe à deux couches. L'épaisseur de l'enveloppe du virion varie selon les stades du cycle infectieux : aux premiers stades de l'infection, la couche externe a une épaisseur de 40 ± 5 nm, puis passe à 55 ± 5 nm. Ces modifications peuvent être provoquées par l'incorporation de particules virales dans les phagosomes et les vacuoles de l'amibe, ainsi que par la destruction progressive des virions après la libération de l'ADN viral dans le cytoplasme de la cellule. Comme chez Alphapithovirus sibericum, l'ADN pénètre dans le cytoplasme par une ouverture spéciale (ostiole) dans la capside du virion.
Le génome du genre Alphacedratvirus est une molécule d'ADN circulaire double brin (ADNdb) d'une longueur de 589 068 pb. La teneur en GC du génome est de 42,6 %. Malgré la similarité morphologique des virions avec ceux du genre Alphapithovirus, le génome du Cedratvirus A11 est 20 965 pb et environ 97 000 pb plus court que celui d'Alphapithovirus sibericum et d'Alphapithovirus massiliense, respectivement. Aucune séquence palindromique n'a été trouvée dans le génome des membres du genre Alphacedratvirus, mais 27 régions de répétition possibles ont été identifiées.
Le génome du Cedratvirus A11 code 574 protéines, soit plus que ceux du genre Alphapithovirus (425 chez Alphapithovirus sibericum). Aucun gène d'ARNt n'a été trouvé dans le génome.

Parmi ces protéines :
- 177 n'admettent aucun homologue ;
- 258 sont homologues à des protéines d'autres virus ;
- 108 sont homologues à des protéines eucaryotes
- seulement 31 à des protéines procaryotes.

Parmi les protéines virales, 84,1 % sont homologues à celles du Pithovirus. Des protéines homologues d'origine eucaryote existent chez l'amibe hôte A. castellanii, ainsi que chez l'algue verte Micromonas pusilla (ca) et l'algue brune Ectocarpus siliculosus.
De nombreux gènes codants du genre Alphacedratvirus sont impliqués dans des processus spécifiques aux virus géants : par exemple, les gènes de synthèse des acides aminés aromatiques et le gène de la déshydrogénase du D-3-phosphoglycérate ont été identifiés. Deux copies du gène de la ribonucléase III et un homologue distant du gène de la ribonucléase H ont également été identifiés.

## Cycle de réplication
Le cycle d'infection des virus géants du genre Alphacedratvirus débute classiquement : les virions sont phagocytés par les amibes et pénètrent dans les phagosomes et les vacuoles. Après la fusion de la membrane virale interne et de la membrane vacuolaire, l'ADN viral pénètre dans le cytoplasme. Apparemment, une seule couche de la capside bicouche est impliquée dans la libération de l'ADN. Plusieurs particules virales vides, dépourvues d'ADN, sont détectables dans le cytoplasme. Quatre heures après l'infection, une usine à virus apparait dans le cytoplasme de la cellule. Deux à quatre heures plus tard, des virions matures y sont détectables, tandis que la formation de nouvelles particules se poursuit. Dix heures après l'infection de la culture, certaines cellules se dégradent et libèrent des particules virales, et 24 heures après l'infection, la culture est complètement lysée.

## Systématique
La famille Cedratviridae, rétrogradée depuis en sous-famille Orthocedratvirinae, a été définie par Claire Bertelli et al. en 2017. Quatre espèces ont été définies :
- Alphacedratvirus aljazairmassiliense
- Alphacedratvirus brasiliense
- Alphacedratvirus francolausannense
- Alphacedratvirus rossiense

### Historique
On a d'abord rapproché le Cedratvirus A11 d'Alphapithovirus sibericum et  d'Alphapithovirus massiliense classant les deux genres à la même famille, les Pithoviridae. Depuis, l'ICTV a introduit la famille les Cedratviridae, en 2024 (de même qu'une famille distincte, les Orpheoviridae, a été créée pour le nouveau genre Alphaorpheovirus), puis la sous-famille des Orthocedratvirinae en 2025.
En 2017, la découverte d'une nouvelle espèce du genre est annoncée : Alphacedratvirus franciense (regroupant le Cedratvirus lausannensis et le Cedratvirus zaza, découvert plus tard), qui présente également des affinités étroites avec le genre Alphapithovirus. Le Cedratvirus lausannensis a été trouvé dans un échantillon d'eau utilisé pour l'irrigation des plantes en France.
En 2018, un troisième représentant du genre a été décrit, découvert au Brésil – Cedratvirus getuliensis alias Brazilian cedratvirus (espèce Alphacedratvirus brasiliense). L'analyse phylogénétique de 2018 a montré que le virus brésilien forme une branche évolutive distincte dans le genre Cedratvirus. Complétée par des données provisoires (ci-dessous entre guillemets), la taxonomie présumée de la sous-famille élargie des Orthocedratvirinae devient (au 22 mars 2025),,, :
- Genre : Alphacedratvirus (= Cedratvirus[13])
  - Espèce : Alphacedratvirus aljazairmassiliense (ex Alphacedratvirus aljazairense)
    - Cedratvirus A11 (CDVA)[3],[5] (589 068 bp)[14]

  - Espèce : Alphacedratvirus brasiliense
    - Cedratvirus getuliensis (460 038 bp)[14]

  - Espèce : Alphacedratvirus francolausannense (ex Alphacedratvirus franciense)
    - Cedratvirus lausannensis (CDVL)
    - Cedratvirus lausannensis CRIB-75[5]
    - Cedratvirus Zaza IHUMI (IHUMI-S29)
      - Cedratvirus Zaza IHUMI-S29[5]

  - Espèce : Alphacedratvirus rossiense
    - Cedratvirus kamchatka (CDVK)[5],[15]
      - Cedratvirus kamchatka P4

  - Espèce : (non nommée)
    - Cedratvirus borely AA

  - Espèce :  "Cedratvirus Ce2-1"
  - Espèce :  "Cedratvirus Ce7-1"
  - Espèce :  (non nommée)[15]
    - Cedratvirus duvanny souche DY1

  - Espèce :  (non nommée)[15]
    - Cedratvirus lena DY0

  - Espèce :  „Cedratvirus N38“[16],[5]
  - Espèce :  "Cedratvirus pambiense"
    - Cedratvirus pambiensis Cdv 85.6

  - Espèce :  (non nommée)
    - Cedratvirus plubellavi AB